# Ли Миньвэй
Ли Миньвэй (1893, Япония — 1953, Гонконг) — так же известный, как Отец гонконгского кино, был кинорежиссёром первого гонконгского фильма «Чжуанцзы Ши Ци» (莊子試妻), снятого в 1913 году. В этом фильме Ли сыграл роль жены Чжуанцзы, отчасти из-за нежелания участия женщин в шоу-бизнесе в те времена.

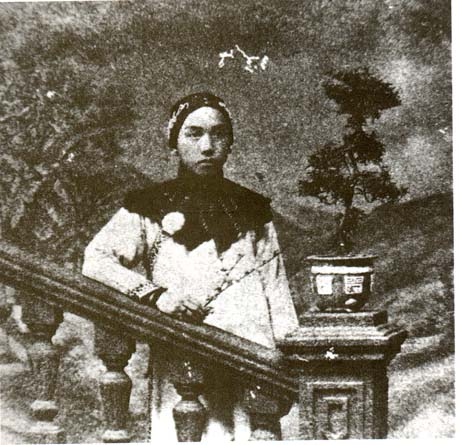
Ли Миньвэй в фильме «Чжуанцзы Ши Ци», 1913 год

## Биография
Родился в Японии, вырос в Гонконге. Присоединился к Гоминьдану в 1911 году, и занимался съемкой анти-полекомандирских фильмов. Он был довольно активным режиссёром в течение золотых лет Шанхайской киноиндустрии с 1921 по 1928 годы. В 1923 году он основал кинокомпанию Миньсинь (民新电影公司) со своим братом, Ли Бэйхаем в Гонконге, которая, впоследствии переехала в Шанхай. К 1930 году, он стал соучредителем одной из гигантских студий 1930-х годов, кинокомпании Ляньхуа с бизнесменом Ло Минъю. В 1938 году он вернулся в Гонконг и ушел на пенсию.
Он был дедушкой гонконгской актрисы Ли Цзы и отцом другой гонконгской актрисы Ли Сюань.

## Память
Его биография была описана в фильме «Ли Миньвэй: Отец гонконгского кино» Цай Цзигуаном в 2001 году. 
Ли Миньвэй был изображен в фильме 1992 года «Жуань Линъюй» режиссёра Гуань Цзиньпэна, его сыграл гонконгский актер Ли Уэйз.